# Heidi Bachert
Heidi Henny Bachert (* 4. März 1944 in Hamburg; † 18. Juli 2019) war eine deutsche Schlagersängerin, die mehrere bekannte englisch gesungene Lieder coverte (zum Beispiel von Brenda Lee oder den Ikettes).

## Musikalische Laufbahn
Die in Hamburg geborene und aufgewachsene Künstlerin, die schon früh zu Halbwaisin geworden war, arbeitete nach dem Abitur als Schallplattenverkäuferin.  Zusätzlich sang sie im Amateurklub Alsterspatzen (nicht zu verwechseln mit dem seit 1975 existierenden Kinderchor der Hamburgischen Staatsoper). 1963 gewann sie einen Schlagerwettbewerb im Bahrenfelder Forsthaus. Ihren ersten Schallplattenvertrag erhielt Heidi Bachert 1964 bei Polydor. Auf ihrer ersten Single nahm sie im März 1964 in Anlehnung an den erfolgreichen Schlager Schuld war nur der Bossa Nova, gesungen von Manuela, den Titel Beim Bossa Nova küßt man nicht auf. Mit diesem Titel kam sie in die Top 50 der deutschen Musikfachzeitschrift Musikmarkt auf Platz 47. Ihr größter Erfolg wurde My Boy Lollipop. Die Originalversion von 1956 stammt von Barbie Gaye und wurde 1964 unter anderem von Millie und Teresa Brewer mit Erfolg gecovert. Der Song gilt als erster internationaler Hit des Ska-Rhythmus. Bacherts Version mit einem Text von Kurt Hertha erreichte im August 1964 in den Musikmarkt-Top 50 Platz 32 und hielt sich sechs Wochen in den Charts. Nach sechs Single-Produktionen wechselte Bachert 1967 zu Metronome, wo es nur zu einer Singleaufnahme kam. Da Heidi Bachert nach My Boy Lollipop keine weiteren Plattenerfolge erzielen konnte, wurde es nach der letzten Plattenveröffentlichung still um die Sängerin. Bis 2000 war Bachert acht Jahre Mitglied der Band Newborn, ehe sie sich aus gesundheitlichen Gründen ganz von der Bühne verabschiedete und gänzlich ins Privatleben zurückzog. Heidi Bachert ist am 18. Juli 2019 nach langer schwerer Krankheit gestorben.

## Diskografie
| A/B-Seite                                                 | Katalog-Nr. | veröffentl. |
| --------------------------------------------------------- | ----------- | ----------- |
|                                                           | Polydor     |             |
| Beim Bossa-Nova küßt man nicht / Jackie ist ein Sonny-Boy | 52278       | 3/1964      |
| My Boy Lollipop / No, No                                  | 52348       | 6/1964      |
| Joey My Boy / Boy, du hast mein Herz gestohlen            | 52447       | 2/1965      |
| Das liegt alles nur an dir / Treu wie du                  | 52554       | 10/1965     |
| Der Anfang ist immer schwer / Das ist ein Fehler von mir  | 52640       | 12/1965     |
| Super-Boy / Blumen für die Liebe                          | 52738       | 12/1966     |
|                                                           | Metronome   |             |
| Fische wollen schwimmen / Ich möchte mit dir tanzen       | 965         | 4/1967      |